# Datenkapitalismus
Der Begriff Datenkapitalismus bezeichnet eine Form des Wirtschaftens, die auf einem Geschäftsmodell basiert, bei dem die Nutzer ihre Daten Unternehmen überlassen und im Gegenzug Dienstleistungen ohne jeweils große zusätzliche Bezahlung bekommen. Diese Daten werden dann von Firmen, wie z. B. Acxiom, gespeichert und an andere Firmen weiterverkauft oder von Firmen, wie z. B. Google, analysiert um benutzerbezogene Werbung zu schalten.

## Datenmarkt
Daten, die von den Webseiten erhoben wurden, werden häufig weiterverkauft an Firmen, die diese nutzen, um personalisierte Werbung zu machen, da diese ein viel größeres Clickpotential hat. Daten sind im Internet sehr wertvoll und gewinnen in Kombination mit anderen Datensätzen exponentiell an Bedeutung und Wert (siehe Big Data). Umso mehr Daten man hat, desto besser kann ein Unternehmen seine Nutzer durch Algorithmen einschätzen und dem Nutzer eine bessere Nutzungserfahrung bieten, um sie bei sich zu halten. Der Datenverkehr wird in der Datenschutz-Grundverordnung seit 2018 in der EU reguliert. Innerhalb der EU belief sich der Wert an verkauften Daten im Jahr 2019 auf 75,3 Milliarden Euro. Auch bietet der Datenmarkt Arbeitsplätze, so waren im Jahr 2019 7,6 Millionen Datenspezialisten in der EU beschäftigt.

## Kritik
Ein großes Problem ist, dass sich die Nutzer oft nicht im klaren sind, welche Daten von ihnen gespeichert werden, da dies in den langen Allgemeinen Geschäftsbedingungen für ein ungeschultes Auge verschleiert ist.
Die gespeicherten Daten sind außerdem eine schnelle Möglichkeit für Hacker und Scammer viele Daten über mögliche Opfer zu erfahren.